# Storm Shadow

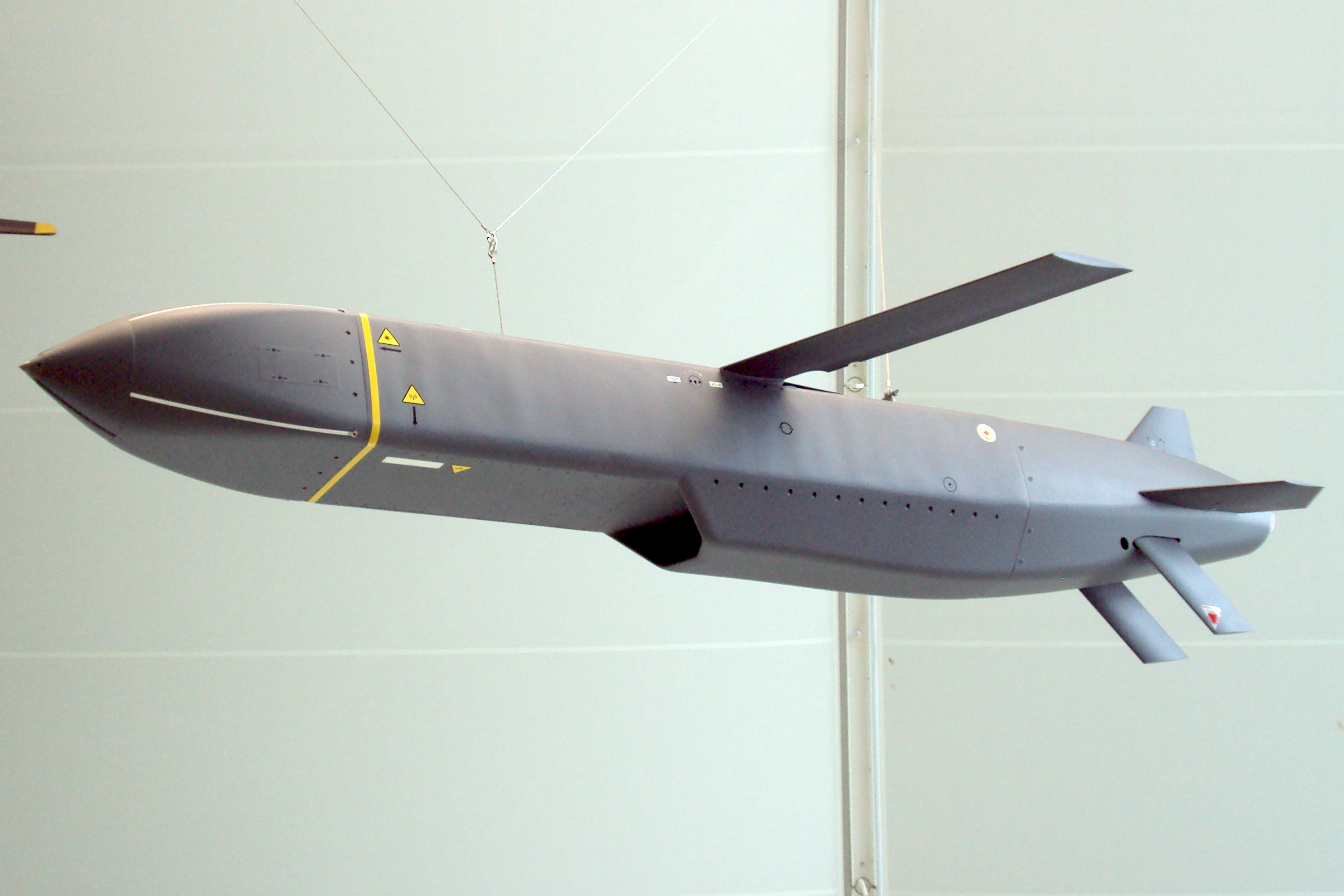
En kryssningsrobot av typen Storm Shadow.

Storm Shadow är en kryssningsrobot med smygande egenskaper som avfyras från stridsflygplan, utvecklad sedan 1994 av Matra och British Aerospace och numera tillverkad av MBDA. Storm Shadow har en vikt på 1300 kg, längd på 5,1 meter och en sprängladdning på 450 kg. Laddningen är uppdelad i två delar, den första ämnad att genomtränga till exempel ett pansarskydd och den andra detonerar efter en fördröjning. Den är baserad på en tidigare fransk robot (Apache).